# Atgāzene (przystanek kolejowy)
Atgāzene (łotewski: Stacija Atgāzene) – przystanek kolejowy w Rydze, w dzielnicy Atgāzene, na Łotwie. Znajduje się na 4,4 km linii Ryga – Jełgawa.

## Linie kolejowe
- Ryga – Jełgawa